# Berriasella
Berriasella — дискоїдний еволюційно видозмінений перисфінктовий амоніт, типовий рід для підродини неокомітових Berriasellinae. Ребристість чітко виражена, складається як з простих, так і з роздвоєних ребер, які простягаються від пупкового шва через черевце; його завитковий відділ загалом стиснутий, черевце більш-менш вузько заокруглене. Вид Berriasella jacobi традиційно вважався індексною скам'янілістю, що визначає основу крейдяного періоду, однак з 2016 року його замінила перша знахідка Calpionella alpina. Деякі автори вважають, що B. jacobi натомість належить до роду Strambergella.
Berriasella, названа Улігом в 1905 році, відома з пізньої верхньої юри, титону, до початку нижньої крейди, берріасу, і має досить широке розповсюдження по всьому світу.

## Розподіл
Скам'янілості Berriasella були знайдені в:
Юрський період
- Формації хребтів Латаді та Гімалія, Антарктида
- Формація Лос-Моллес, Аргентина
- Формація Гуасаса, Куба
- Формація Чіа Гара, Ірак
- Муктінатх, Непал
- Формація Пунта-Морено, Перу
- Формація Хаджар, Ємен

Крейдяний період
- Формація президентських пляжів, Антарктида
- Формація Гучуочунь, Китай
- Брекчія Буенавіста, Колумбія
- Страмберкська формація, Чехія
- Франція
- Вапняк Сентіванхедь, Угорщина
- Гіумальський піщаник, Індія
- Формація Шаль, Іран
- Формація Чіа Гара, Ірак
- Формації Карбонера і Тараїзес, Мексика
- П'єнінський вапняк і Рогозненська формація, Польща
- Чиганська формація, Росія
- Формація Міраветес і Формація Толло, Іспанія
- Двохякірна світа, Україна
- Формація Хаджар, Ємен

## Подальше читання
- Arkell, W.J.; Kummel, B.; Wright, C.W. (1957). Mesozoic Ammonoidea. Treatise on Invertebrate Paleontology, Part L, Mollusca 4. Lawrence, Kansas: Geological Society of America and University of Kansas Press.